# Аји мандапам
Аји мандапам (там. ஆயி மண்டபம் [Āyi maṇṭapam] — Споменик парка) бели је споменик у Пондичерију (Индија) изграђен током владавине Наполеона III, императора Француске. Смештен је у центру парка Барати. Споменик комеморира обезбеђивање воде за француски град током његове владавине. Добио је име по дами куртизани по имену Аји. Она је уништила сопствену кућу да би се подигао резервоар за воду за водоснабдевање града.